# Walldorf (Baden)
Walldorf város Németországban, azon belül Baden-Württembergben. Lakosainak száma 15 995 fő (2023. december 31.). Walldorf St. Leon-Rot és Wiesloch községekkel határos.

## Népesség
A település népessége az elmúlt években az alábbi módon változott:
| Lakosok száma | 7714 | 10 748 | 13 920 | 13 646 | 13 071 | 14 006 | 14 077 | 14 746 | 14 825 | 15 995 |
|               | 1961 | 1967   | 1974   | 1980   | 1987   | 1993   | 2000   | 2006   | 2013   | 2023   |

## Története
I. Frigyes badeni nagyherceg emelte a települést város rangjára 1901-ben. 1977-ben az SAP AG székhelye lett.

## Közlekedés

### Közúti közlekedés
A várost érinti az A5-ös és az A6-os autópálya.